# Klášter Sigena
Klášter Sigena je cisterciácký klášter ve španělské vesnici Villanueva de Sigena v provincii Huesca.

## Historie
Klášter založila 23. dubna 1188 aragonská královna Sancha Kastilská a po manželově smrti († 1196) zde vyhledala ústraní a společnost dcery Dulce. O dvanáct let později v klášterním tichu jako žena středního věku také zemřela. Je zde pohřbena společně se svým synem Petrem a dcerami Dulce a Eleonorou.
Úpadek konventu začal po úmrtí fundátorky a zastavil jej až král Jakub. Po mnoha stoletích fungování se stala osudnou občanská válka roku 1936, kdy byl objekt kromě kostela a královského panteonu vypálen. Následovala rekonstrukce, klášter je fungující dodnes.